# 齋田梅亭
齋田 梅亭（さいた ばいてい、1900年4月6日 - 1981年6月1日）は、日本の截金師。本名は右五郎（ゆうごろう）。1981年に諸工芸の截金の分野で初めて重要無形文化財保持者（人間国宝）に認定される。

## 略歴
京都市下京区で西本願寺御用の截金師の家に生まれ、京都市立美術工芸学校（現・京都市立芸術大学）図案科を卒業し、百貨店や呉服専門店で意匠の仕事に従事した後、25歳頃より家業である截金を始めた。
截金を工芸作品として屏風、額、衝立、茶入れや飾箱に応用し、東京・赤坂の迎賓館へ四曲一双屏風「霞文（かすみもん）」を納入するなど工芸分野としての基盤を築いた。特に屏風や額などの平面な作品に截金を施す際、海の中に生息する魚や海草、薄の穂、牡丹・紫陽花・菊・椿の華を写実的に表現したという点において、作風が際立っている。

## 年譜
- 1900年 京都西本願寺御用の截金師の家に生まれる。
- 1920年 京都市立美術工芸学校（現・京都市立芸術大学）図案科卒業。
- 1925年 兄に師事し截金を始める。
- 1959年 第6回日本伝統工芸展にて「截金飾筥」が奨励賞を受賞。
- 1961年 第8回日本伝統工芸展にて「截金菜華文飾筥」が奨励賞を受賞。
- 1962年 日本工芸会正会員に認定。
- 1974年 東京赤坂の迎賓館に「截金四曲一双屏風　霞文」を納める。
- 1975年 勲四等瑞宝章を受章。
- 1977年 京都工芸美術展にて「截金茶入」が大賞を受賞 / 京都府美術工芸功労賞者となる。
- 1981年 重要無形文化財保持者に認定される。6月1日死去（享年81）。